# Jason Sudeikis
Daniel Jason Sudeikis, foneticky sʊdeɪkɪs (* 18. září 1975, Fairfax, Virginie) je americký herec, komik, scenárista a producent. V roce 2003 byl najat jako scenárista pro komediální pořad Saturday Night Live společnosti NBC a mezi lety 2005–2013 byl jedním ze členů obsazení pořadu.
Od roku 2020 ztvárňuje hlavní roli v komediálním seriálu Ted Lasso společnosti Apple TV+, který také spoluvytvořil a slouží jako jeho scenárista a výkonný producent. Za výkon v seriálu získal dvě ceny Emmy a dva Zlaté glóby. Ztvárnil také vedlejší role v komediálních seriálech Studio 30 Rock (2007–2010), It's Always Sunny in Philadelphia (2010–2011), Portlandia (2011–2014) a Poslední chlap na Zemi (2015–2018).
Účinkoval také ve filmech Šéfové na zabití (2011), Týden bez závazků (2011), Millerovi na tripu (2013), Šéfové na zabití 2 (2014), Kolos (2016) nebo Svátek matek (2016). Nadaboval také role v animovaných filmech, jako např. Království lesních strážců (2013), Angry Birds ve filmu (2016), Nová generace (2018) a Angry Birds ve filmu 2 (2019).

## Život
Narodil se ve Fairfaxu ve Virginii. Jeho matka Kathryn (rozená Wendtová) má německé a irské předky a pracovala jako cestovní agentka, jeho otec Dan je irského a litevského původu. Jeho strýcem z matčiny strany je herec George Wendt, známý svou rolí v americkém sitcomu Na zdraví, a jeho pradědečkem z matčiny strany byl známý fotograf Tom Howard.
Sudeikis se narodil s anosmií. Má dvě sestry, Lindsay a Kristen. Ještě v dětství se přestěhoval s rodinou do Overland Parku v Kansasu, který poté později popsal jako své rodné město. Vystudoval školu Shawnee Mission West High School a poté navštěvoval univerzitu Fort Scott Community College na basketbalové stipendium, kterou nedokončil.

## Kariéra

### Začátky kariéry
V 90. letech zahájil svou hereckou kariéru na televizní stanici ComedySportz a The Second City, kde se zaměřil na improvizovanou komedii. Po roce 2000 se stal zakládajícím členem The Second City Las Vegas a vystupoval v hotelu Flamingo v Las Vegas. V roce 2003 byl autorem televizního pořadu Saturday Night Live a zároveň od roku 2005 do roku 2013 v pořadu účinkoval. V letech 2015, 2016 a 2019 se v pořadu ještě i příležitostně objevoval. Dne 3. listopadu 2018 moderoval benefiční koncert Thundergong v divadle Uptown Theatre v Kansas City pro charitativní nadaci Steps of faith.

## Osobní život
V červnu 2004 se po pěti letech vztahu oženil s americkou scenáristkou Kay Cannonovou. Oba se rozešli v roce 2008 a v únoru 2010 byli rozvedeni.
V roce 2011 se jeho partnerkou stala americká herečka Olivia Wildeová, zasnoubili se v lednu 2013. V dubnu 2014 se jim narodil syn Otis a v říjnu 2016 dcera Daisy. V listopadu 2020 oznámili svůj rozchod.

## Filmografie

### Film
| Year | Title                      | Role                        | Notes                                                  |
| ---- | -------------------------- | --------------------------- | ------------------------------------------------------ |
| 1997 | Alien Avengers II          | Chester                     | televizní film                                         |
| 2007 | Desatero                   | Tony Contiella              |                                                        |
| 2007 | Watching the Detectives    | Jonathan                    |                                                        |
| 2007 | Bill                       | Jim Whittman                | manžel Jane                                            |
| 2008 | Rocker                     | David Marshall              |                                                        |
| 2008 | Poloprofesionál            | Nacho Fan                   |                                                        |
| 2008 | Mejdan v Las Vegas         | Mason                       | bývalý snoubenec Joy                                   |
| 2010 | Exmanželka za odměnu       | Stewart                     |                                                        |
| 2010 | Dál než se zdálo           | Box Saunders                |                                                        |
| 2011 | Týden bez závazků          | Fred Searing                | manžel Grace                                           |
| 2011 | A Good Old Fashioned Orgy  | Eric Keppler                |                                                        |
| 2011 | Šéfové na zabití           | Kurt Buckman                |                                                        |
| 2012 | Volte mě!                  | Mitch Wilson                |                                                        |
| 2013 | Mládeži nepřístupno        | falešný Batman              | nominace ma Zlatou Malinu za nejhorší Duo na obrazovce |
| 2013 | Kámoši až na dno lahve     | Gene Dentler                |                                                        |
| 2013 | Království lesních strážců | profesor Bomba              | dabing                                                 |
| 2013 | Millerovi na tripu         | David Clark / David Miller  | manžel Rose a otec Casey a Kennyho                     |
| 2014 | Šéfové na zabití 2         | Kurt Buckman                |                                                        |
| 2015 | Milenci těch druhých       | Jake                        |                                                        |
| 2015 | Tumbledown                 | Andrew McCabe               |                                                        |
| 2016 | Barva vítězství            | Larry Snyder                |                                                        |
| 2016 | Svátek matek               | Bradley Barton              | manžel Dany a otec Vicky a Rachel                      |
| 2016 | Angry Birds ve filmu       | Red                         | dabing                                                 |
| 2016 | Zilionáři                  | Michael Aaron Mike McKinney |                                                        |
| 2016 | Kniha lásky                | Henry                       |                                                        |
| 2016 | Kolos                      | Oscar                       | Gloriin kamarád z dětství                              |
| 2017 | Dva nestačí                | Glenn                       |                                                        |
| 2017 | Zmenšování                 | Dave Johnson                | manžel Carol a přítel Paula                            |
| 2017 | Kodachrome                 | Matt Ryder                  | syn Bena a synovec Deana a Sarah                       |
| 2018 | Formule!                   | Jim Hoffman                 | manžel Ellen                                           |
| 2018 | Nová generace              | Justin Pin/Ares             | dabing                                                 |
| 2019 | Šprtky to chtěj taky       | ředitel Jordan Brown        |                                                        |
| 2019 | Angry Birds ve filmu 2     | Red                         | dabing                                                 |
| 2021 | El Tonto                   | Warren Beasley              | v post-produkci                                        |
| 2021 | Till Death                 | Jimmy                       |                                                        |

### Televize
| Rok             | Titul                                                              | Role                                          | Poznámky                                         |
| --------------- | ------------------------------------------------------------------ | --------------------------------------------- | ------------------------------------------------ |
| 2003–2013, 2020 | Saturday Night Live                                                | různé role                                    | 174 epizod; také spisovatel                      |
| 2007            | Wainy Days                                                         | Hezký David                                   | epizoda: „Zapojeno“                              |
| 2007–2010       | 30 Rock                                                            | Floyd DeBarber                                | 12 epizod                                        |
| 2008            | Dětská nemocnice                                                   | Dr. Robert „Bobby“ Fiscus                     | 2 epizody                                        |
| 2008–2012       | Saturday Night Live: Víkendové novinky                             | různé role                                    | 6 epizod                                         |
| 2009–2013       | Cleveland Show                                                     | hlasy postav Holta Ritchera a Terryho Kimplea | hlavní role                                      |
| 2010–2011       | It's always sunny in Philadelphia (Ve Filadelfii je vždy slunečno) | Peter „Schmitty“ Schmidt                      | 2 epizody                                        |
| 2011, 2014      | Portlandia                                                         | Aliki, Kim                                    | 2 epizody                                        |
| 2011            | Ocenění MTV Movie Awards 2011                                      | moderátor                                     | televizní speciál                                |
| 2012–2013       | Eastbound and Down (Na východ a dolů)                              | Shane Gerald, Cole Gerald                     | 6 epizod                                         |
| 2013            | Robot chicken                                                      | hlasy postav Badtz-Maru a Farmáře Šmouly      | epizoda: „Říznutí papírem k aortě“               |
| 2014            | Garfunkel and Oates (Garfunkel a Vločky)                           | scenárista seriálu                            | scenárista epizody „Třetí člen“                  |
| 2015–2018       | Poslední chlap na Zemi                                             | Mike Miller                                   | vedlejší role                                    |
| 2016            | Great Minds with Dan Harmon (Skvělá mysl s Danem Harmonem)         | Thomas Edison                                 | epizoda: „Thomas Edison“                         |
| 2016–2017       | Son of Zorn (Zornův syn)                                           | hlas Zorna                                    | hlavní role                                      |
| 2017–2018       | Detroiters                                                         | Carter Grant                                  | 2 epizody; také výkonný producent                |
| 2018            | Sideswiped (Oboustranně)                                           | Dr. David Bennett                             | epizoda: „Matching Up“                           |
| 2019            | Double Dare                                                        | Sám sebe                                      | 2 epizody                                        |
| 2019            | Spongebob v kalhotách                                              | Sám sebe                                      | epizoda: „SpongeBobův velký narozeninový výbuch“ |
| 2019            | Mandalorian                                                        | Biker Scout Trooper # 1                       | epizoda: „Kapitola 8: Vykoupení“                 |
| 2020            | Turnaj smíchů                                                      | Sám sebe                                      | moderátor                                        |
| 2020–2023       | Ted Lasso                                                          | Ted Lasso                                     | také spolutvůrce, scenárista a výkonný producent |

### Divadlo
| Rok  | Titul                      | Role         | Místa konání                  |
| ---- | -------------------------- | ------------ | ----------------------------- |
| 2016 | Společnost mrtvých básníků | John Keating | divadlo Classic Stage Company |

## Ocenění a nominace
| Rok  | Cena                              | Kategorie                                          | Nominovaný film      | Výsledek   | Čj.    |
| ---- | --------------------------------- | -------------------------------------------------- | -------------------- | ---------- | ------ |
| 2014 | People's Choice Awards            | Oblíbené filmové duo (s Jennifer Aniston )         | Millerovi na tripu   | Nominovaný | [ 16 ] |
| 2014 | MTV Movie Awards                  | Nejlepší komediální výkon                          | Millerovi na tripu   | Nominovaný | [ 17 ] |
| 2014 | Teen Choice Awards                | Hissy Fit                                          | Millerovi na tripu   | Nominovaný | [ 18 ] |
| 2015 | MTV Movie Awards                  | #WTF Moment (spolu s Charliem Dayem )              | Šéfové na zabití 2   | Nominovaný | [ 19 ] |
| 2016 | Teen Choice Awards                | Hissy Fit                                          | Angry Birds ve filmu | Nominovaný | [ 20 ] |
| 2017 | Nickelodeon Kids 'Choice Awards   | Nejchtěnější mazlíček                              | Angry Birds ve filmu | Nominovaný | [ 21 ] |
| 2021 | Critics' Choice Television Awards | Nejlepší herec v komediálním seriálu               | Ted Lasso            |            | [ 22 ] |
| 2021 | Satelitte Award                   | Nejlepší herec v muzikálu nebo komediálním seriálu | Ted Lasso            |            | [ 23 ] |